# Eschen (Plettenberg)
Eschen (ⓘ) ist ein Ortsteil der Stadt Plettenberg im Märkischen Kreis in Nordrhein-Westfalen.
Die Siedlung entstand 1953 aufgrund der großen Wohnungsnot nach dem Zweiten Weltkrieg und der stetig wachsenden Bevölkerung in Plettenberg. Sie befindet sich im nördlichen Stadtgebiet am Fuß des Berges Eschen südlich der Lenne und der Ruhr-Sieg-Strecke.  
1957 errichtete die Stadt in Eschen die „Eschenschule“ als evangelische Volksschule. Ende der 1960er-Jahre wurde diese zur Grundschule. 2020 besuchten die städtische Gemeinschaftsgrundschule 128 Schüler.
2011 hatte der Ortsteil 2633 Einwohner.
Der öffentliche Personennahverkehr wird von der Märkischen Verkehrsgesellschaft mit den Linien 71, 73 und 275 betrieben. Der nächstgelegene Bahnhof befindet sich in etwa 1,5 km Entfernung im Ortsteil Eiringhausen. An den überregionalen Straßenverkehr ist Eschen über die Bundesstraße 236 angebunden. 